# ˀ
Cette page contient des caractères spéciaux ou non latins. S’ils s’affichent mal (▯, ?, etc.), consultez la page d’aide Unicode.
ˀ, appelée coup de glotte en exposant, coup de glotte supérieur ou lettre modificative coup de glotte, est un graphème utilisé dans l’écriture du cayuga, de l’oneida, de l’umatilla, et du yurok ; et un symbole de plusieurs notations phonétiques.

## Représentations informatiques
La lettre modificative coup de glotte peut être représenté avec les caractères Unicode suivants (Lettres modificatives avec chasse) :
| formes       | représentations | chaînes de caractères | points de code | descriptions                                 |
| ------------ | --------------- | --------------------- | -------------- | -------------------------------------------- |
| modificative | ˀ               | ˀ                     | U+02C0         | lettre modificative minuscule coup de glotte |